# Dịch Thành, Trú Mã Điếm
Dịch Thành (chữ Hán giản thể: 驿城区, Hán Việt: Dịch Thành khu) là một quận của địa cấp thị Trú Mã Điếm, tỉnh Hà Nam, Cộng hòa Nhân dân Trung Hoa. Quận này có diện tích 770 km2, dân số năm 2002 là 570.000 người, mã số bưu chính 463000, huyện lỵ đóng tại đường Phú Cường. Huyện này được chia ra thành các đơn vị hành chính gồm 10 nhai đạo, 1 trấn và 5 hương. 
- Nhai đạo: Đông Phong Lộ, Tây Viên Nhai, Nhân dân Nhai, Tân Hoa Nhai, Lão Nhai, Tương Lâm, Vân Tùng, Nam Hải, Lưu Các và Thuận Hà.
- Trấn: Thủy Truân.
- Hương: Cổ Thành, Hồ Miếu, Chư Thị, Quan Vương Miếu và Chu Cổ Động.